# دریاچه گرینوود
دریاچه گرینوود (انگلیسی: Lake Greenwood) دریاچه ای در کارولینای جنوبی است که به خاطر سد برق آبی بر روی رود سلودا ایجاد شده است.